# Ambiente sedimentario
Concettualmente, un ambiente sedimentario è definibile come «l'insieme delle condizioni fisiche, chimiche e biologiche dell'area in cui un sedimento si accumula» (Krumbein e Sloss, 1963). Dal punto di vista fisico, è possibile descriverlo come una parte della superficie terrestre fisicamente, chimicamente e biologicamente distinguibile dalle aree adiacenti, caratterizzata sia da una unità geomorfologica di forma e dimensioni definite sia da processi erosivi e deposizionali ben definiti ed interagenti fra di loro.
La disciplina della geologia che si occupa dello studio degli ambienti sedimentari attuali e del riconoscimento degli ambienti sedimentari, attraverso l'analisi delle rocce sedimentarie del passato, è la sedimentologia.
Gli ambienti sedimentari si classificano in relazione ai processi sedimentari dominanti (ad es.: correnti fluviali, correnti eoliche, correnti torbide...), al mezzo in cui avviene la sedimentazione (subaerea, subacquea...), alle condizioni climatiche (caldo, freddo, arido, umido...), alla fisiografia del territorio (bacino lacustre, foce fluviale, scarpata continentale...), alla tipologia dei sedimenti (carbonatici, terrigeni, organici...).

## Classificazione Ambienti sedimentari
Di seguito è esposta la classificazione tradizionale degli ambienti sedimentari.
Sono riportati a lato i processi di sedimentazione dominanti che caratterizzano l'ambiente, con l'avvertenza che sovente un deposito sedimentario non è il risultato di un unico processo e l'interazione dei processi sedimentari è spesso molto complessa.

### Continentali
- Glaciale (ghiacciai continentali) e periglaciale
- Fluviale (correnti fluviali dominanti)
  - di conoide alluvionale (montagna, elevato gradiente topografico ed alta energia)
  - di pianura alluvionale (pianura, basso gradiente topografico e bassa energia)
- Lacustre (laghi, deposizione per decantazione) ed eventuali torbiere circostanti.
- Eolico, dove l'energia dominante è quella del vento
  - Desertico (deserti, correnti eoliche dominanti)
  - Loess, tipico di altopiani continentali in periodi glaciali secchi
- Carsico (Ambiente ipogeo)

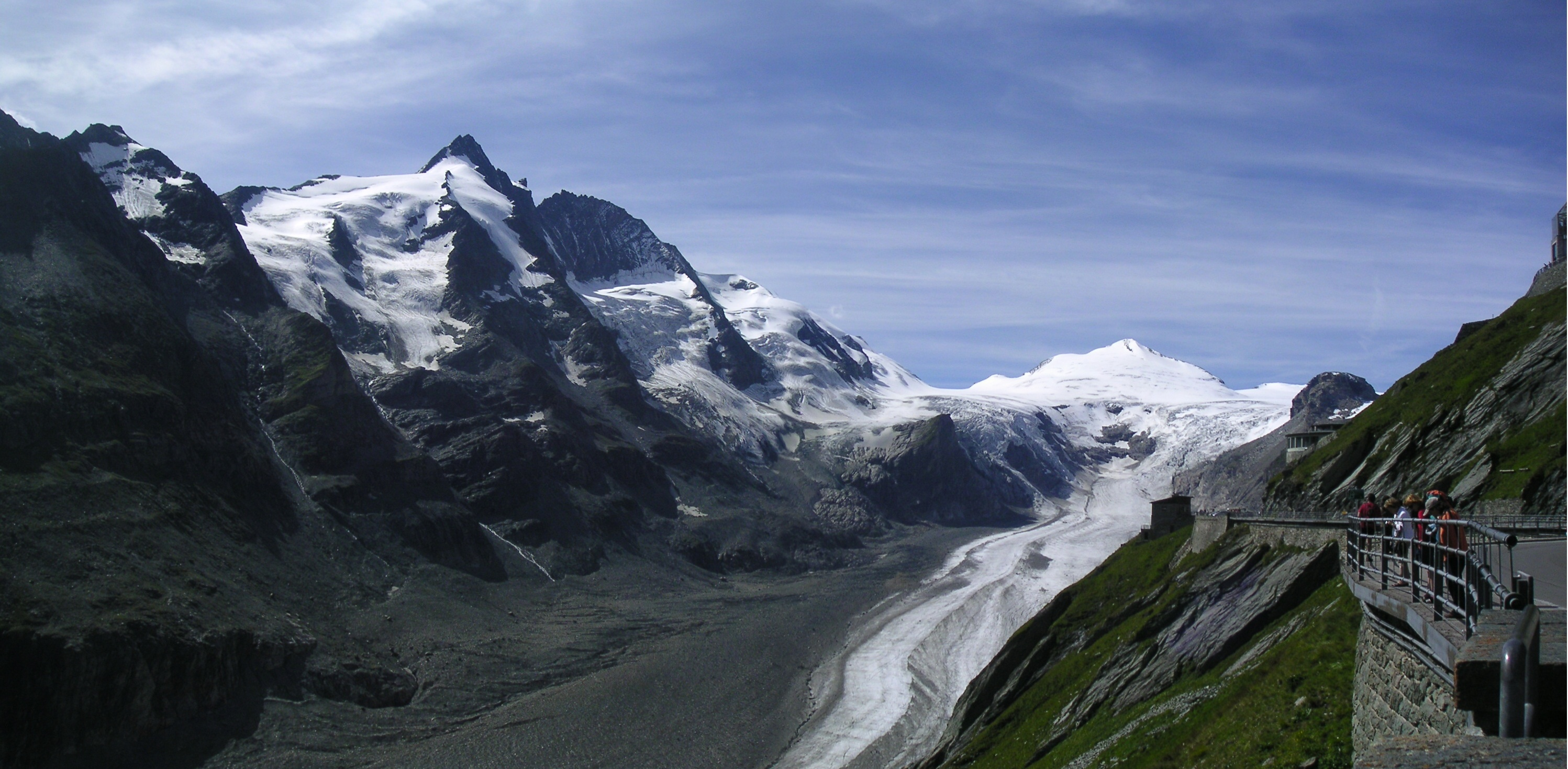
Tipico ambiente glaciale, con lingua del ghiacciaio parzialmente coperta da depositi morenici
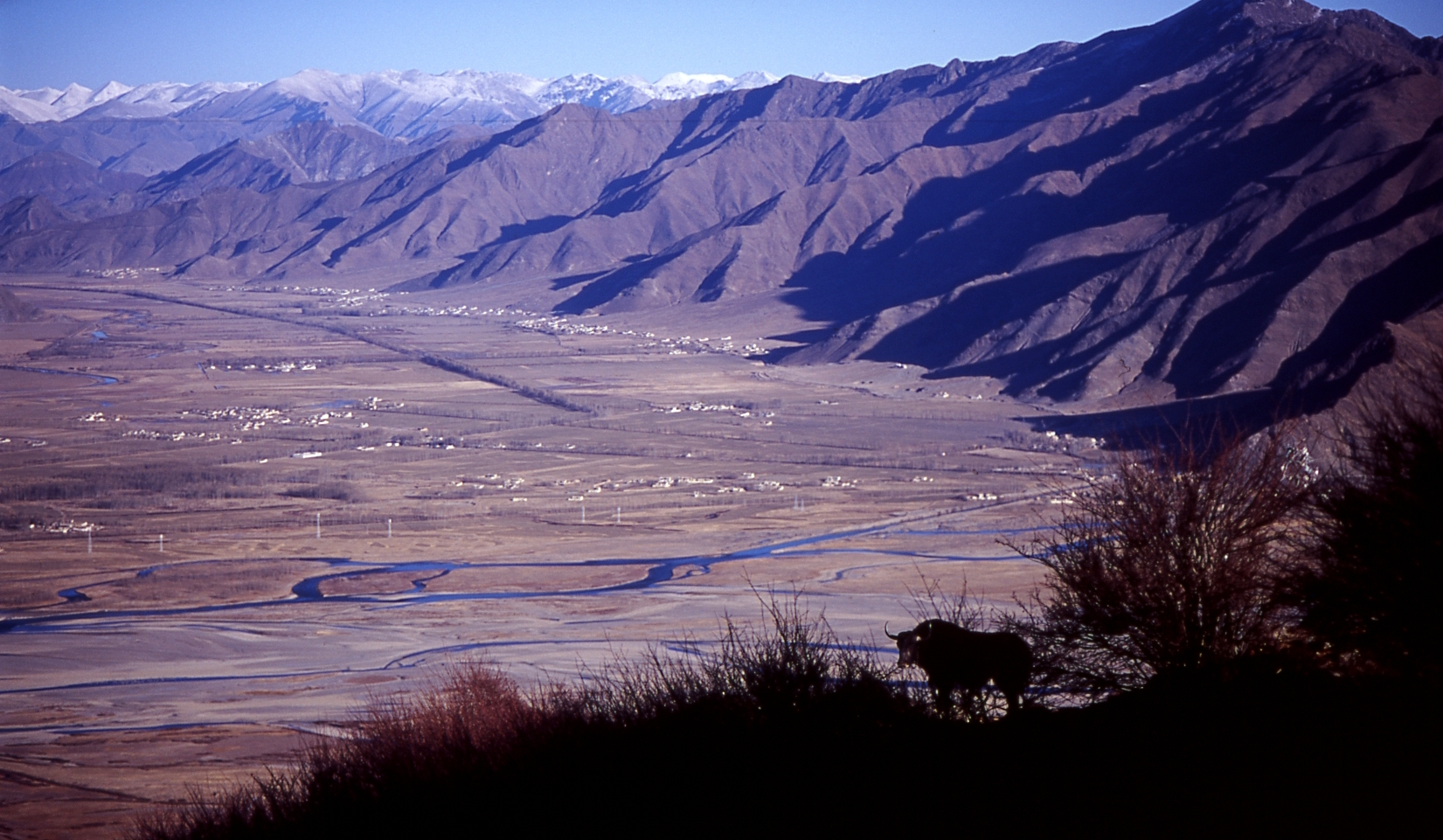
Ambiente fluviale: (Piana alluvionale), circondata da rilievi con conoidi alluvionali
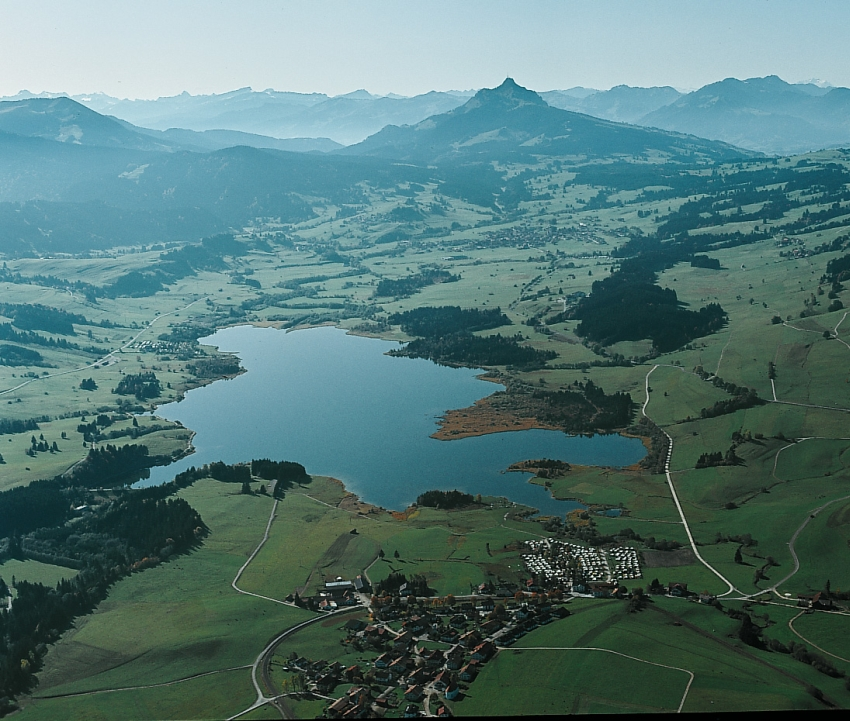
Ambiente lacustre
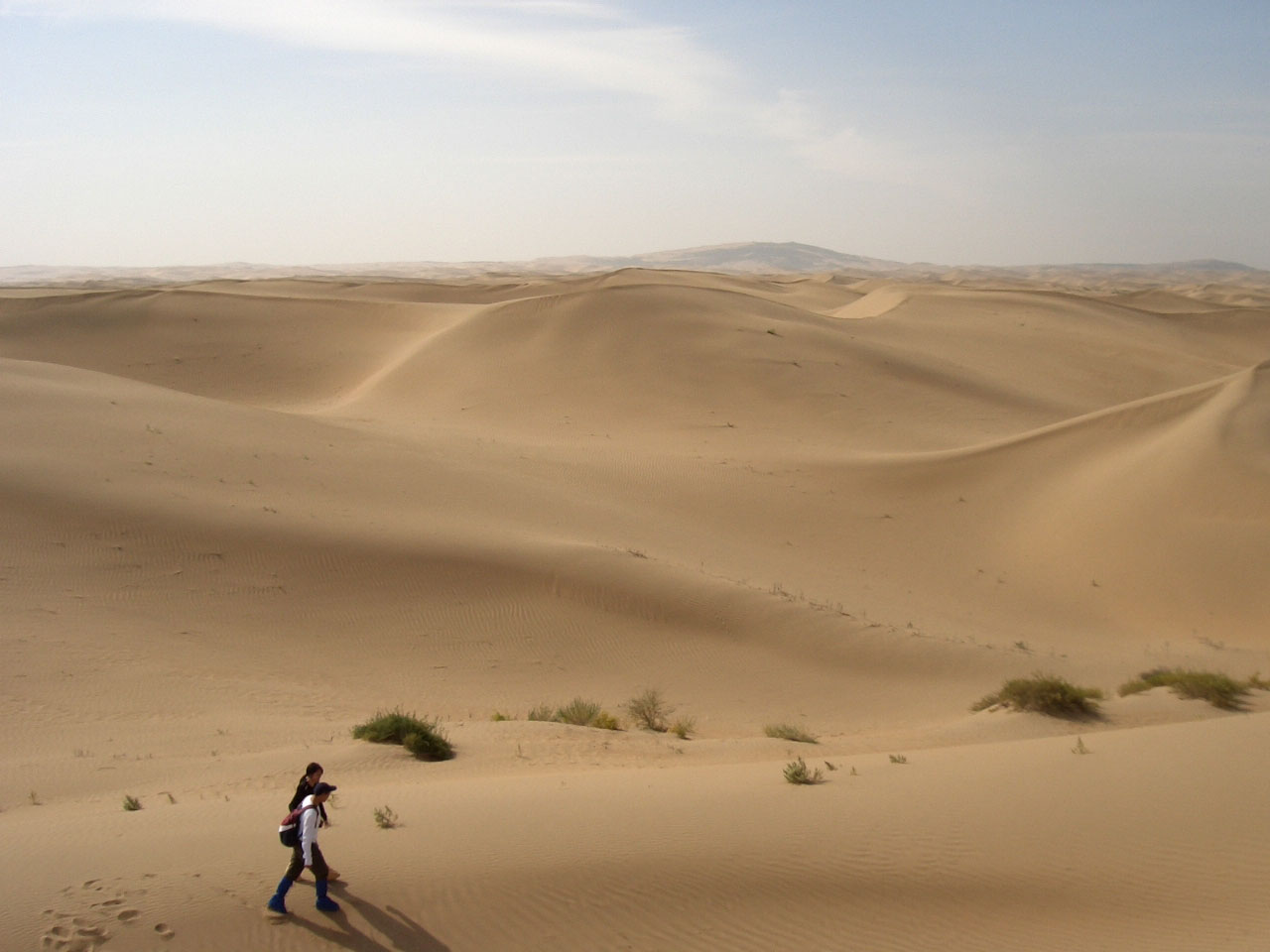
Ambiente desertico caratterizzato da dune eoliche

### Misti o transizionali
- Litorale
  - Lagunare (energia del moto ondoso variabile in funzione della protezione da parte della barriera creante la laguna; localmente correnti fluviali e tidali o di marea)
  - Piana di marea (correnti di marea prevalenti)
  - Spiaggia aperta (moto ondoso e correnti litorali prevalenti)
- Deltizio (correnti fluviali dominanti)
- estuario (forte interazione tra correnti fluviali e correnti di marea)

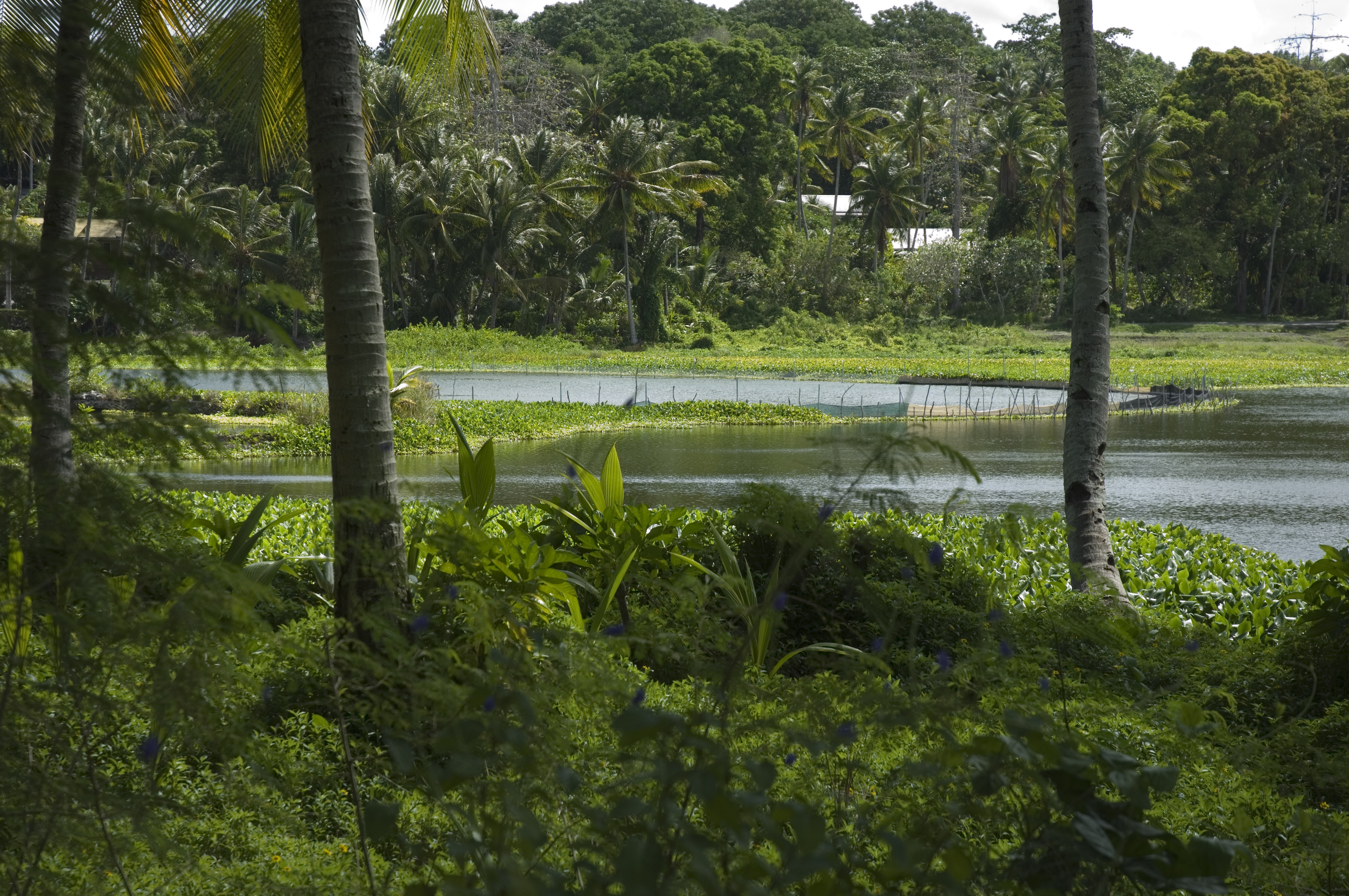
Ambiente lagunare (Laguna di Buada)
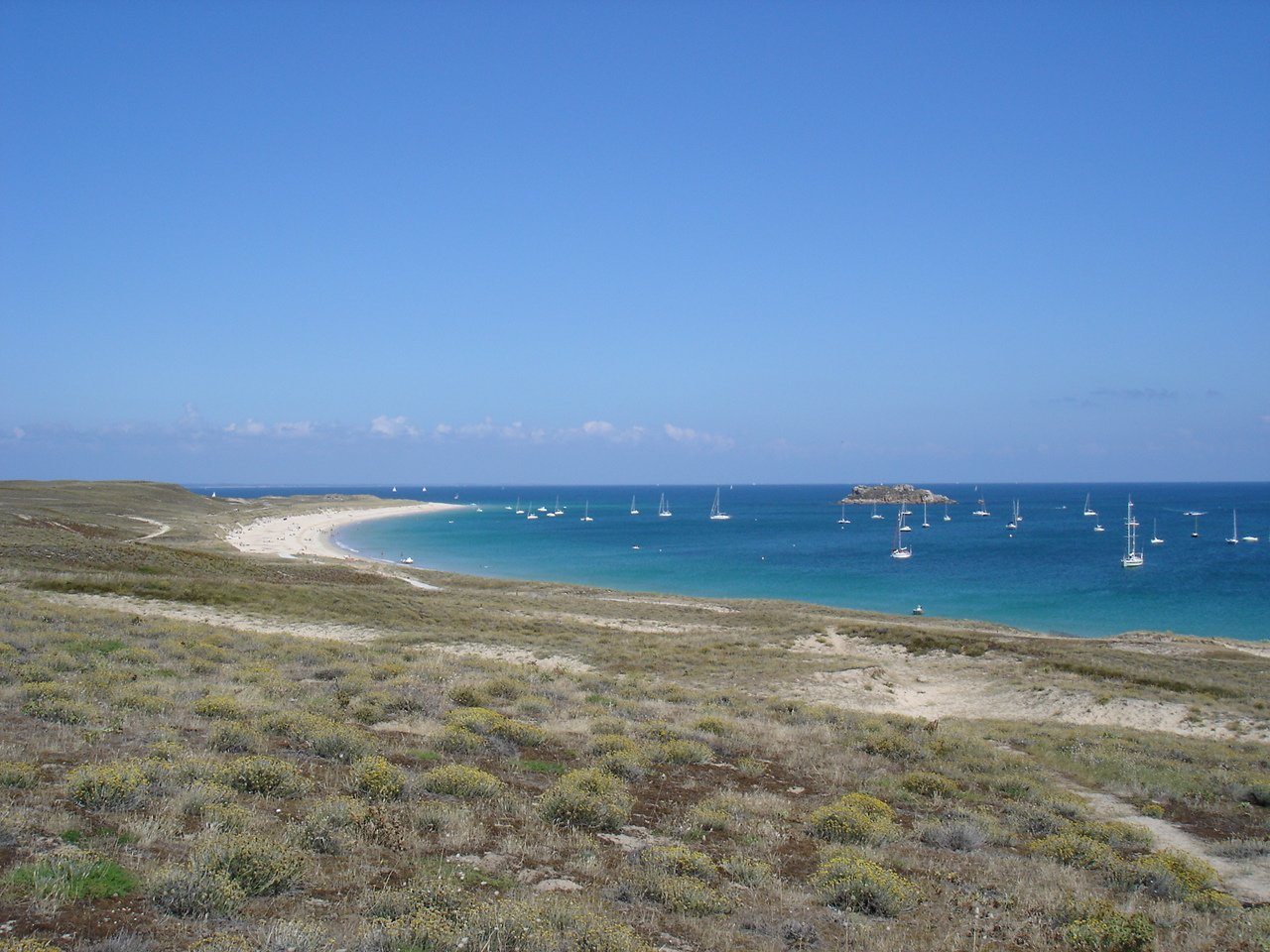
Ambiente litorale
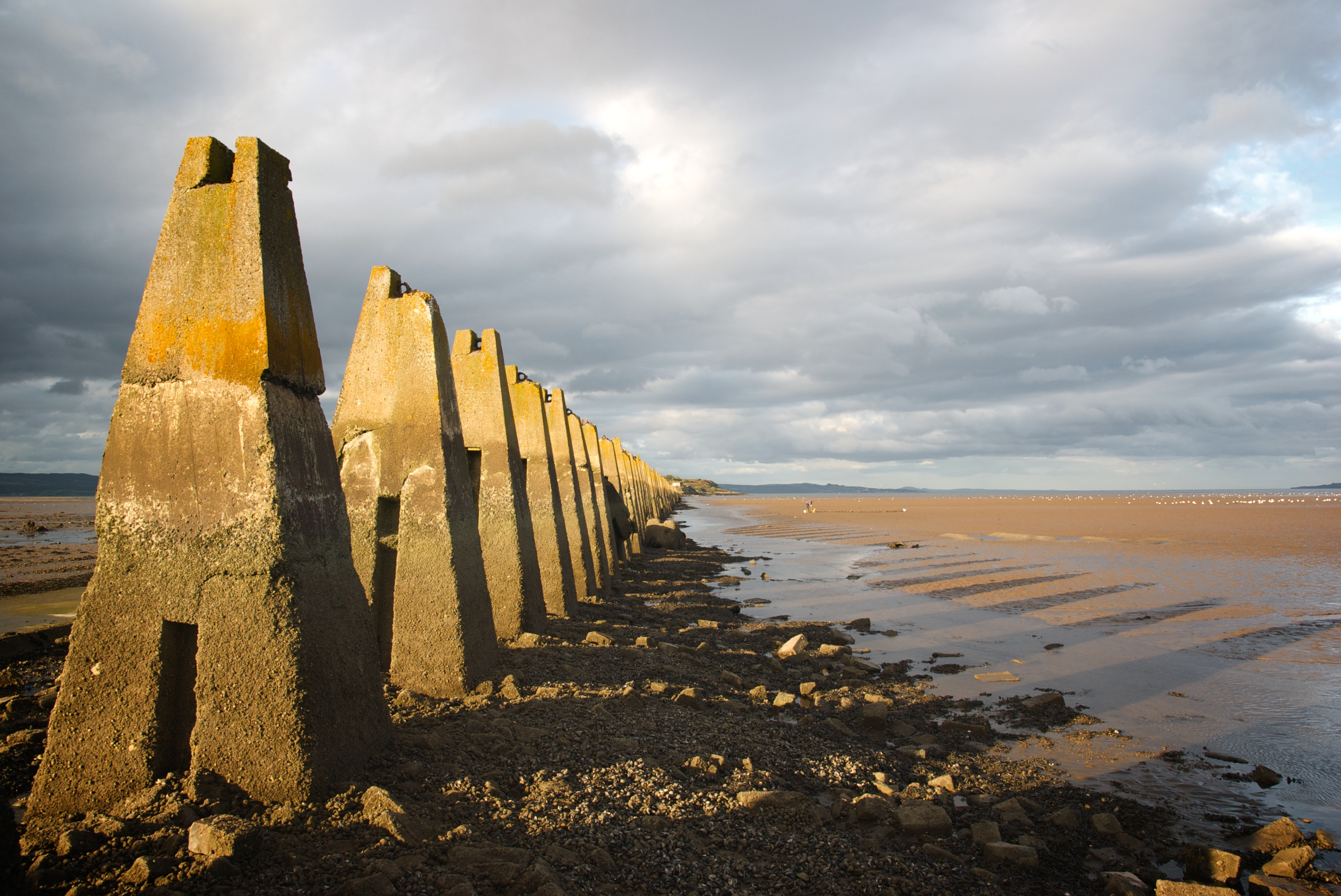
Vasta piana di marea
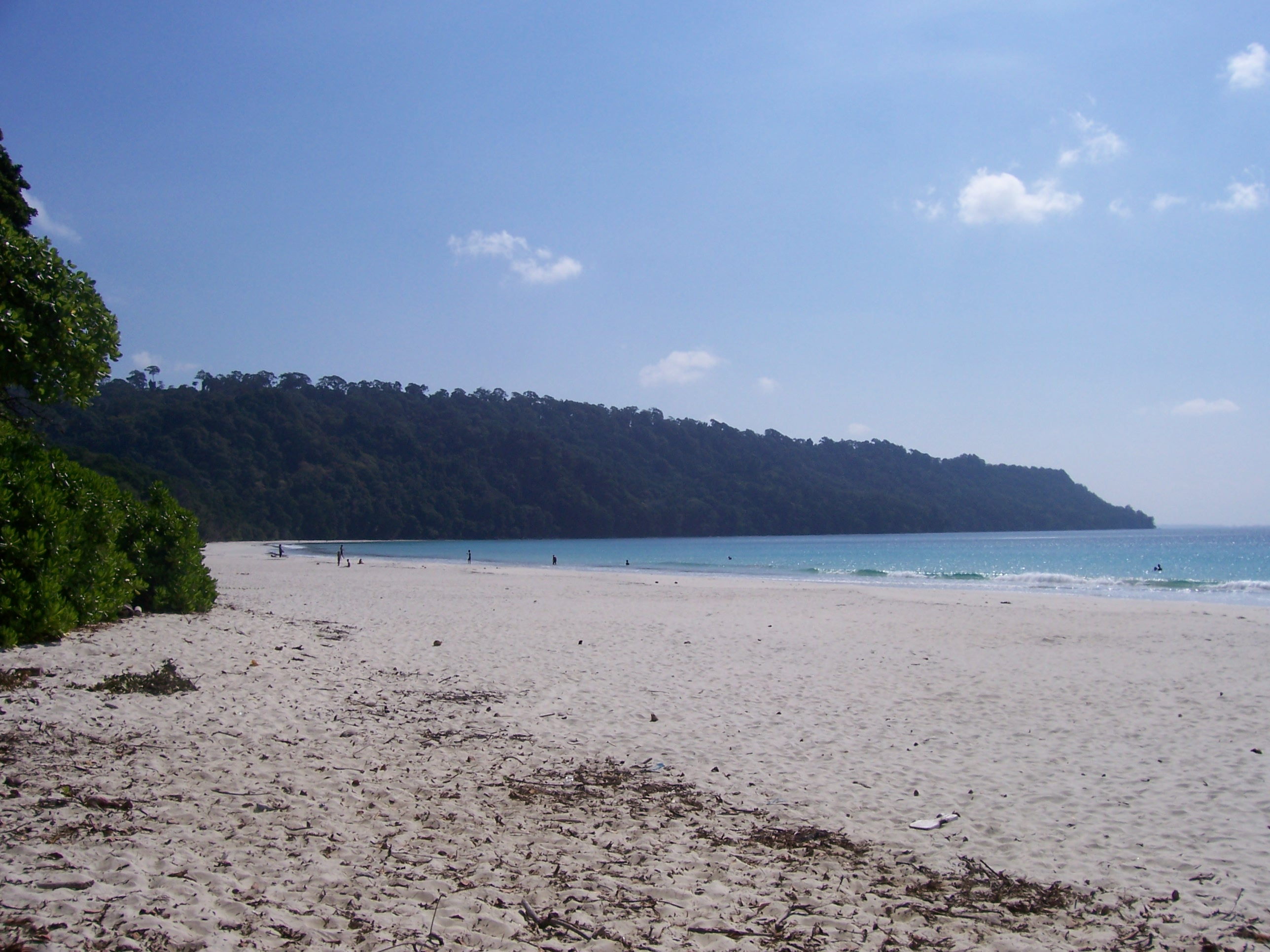
Spiaggia sabbiosa con mangrovie
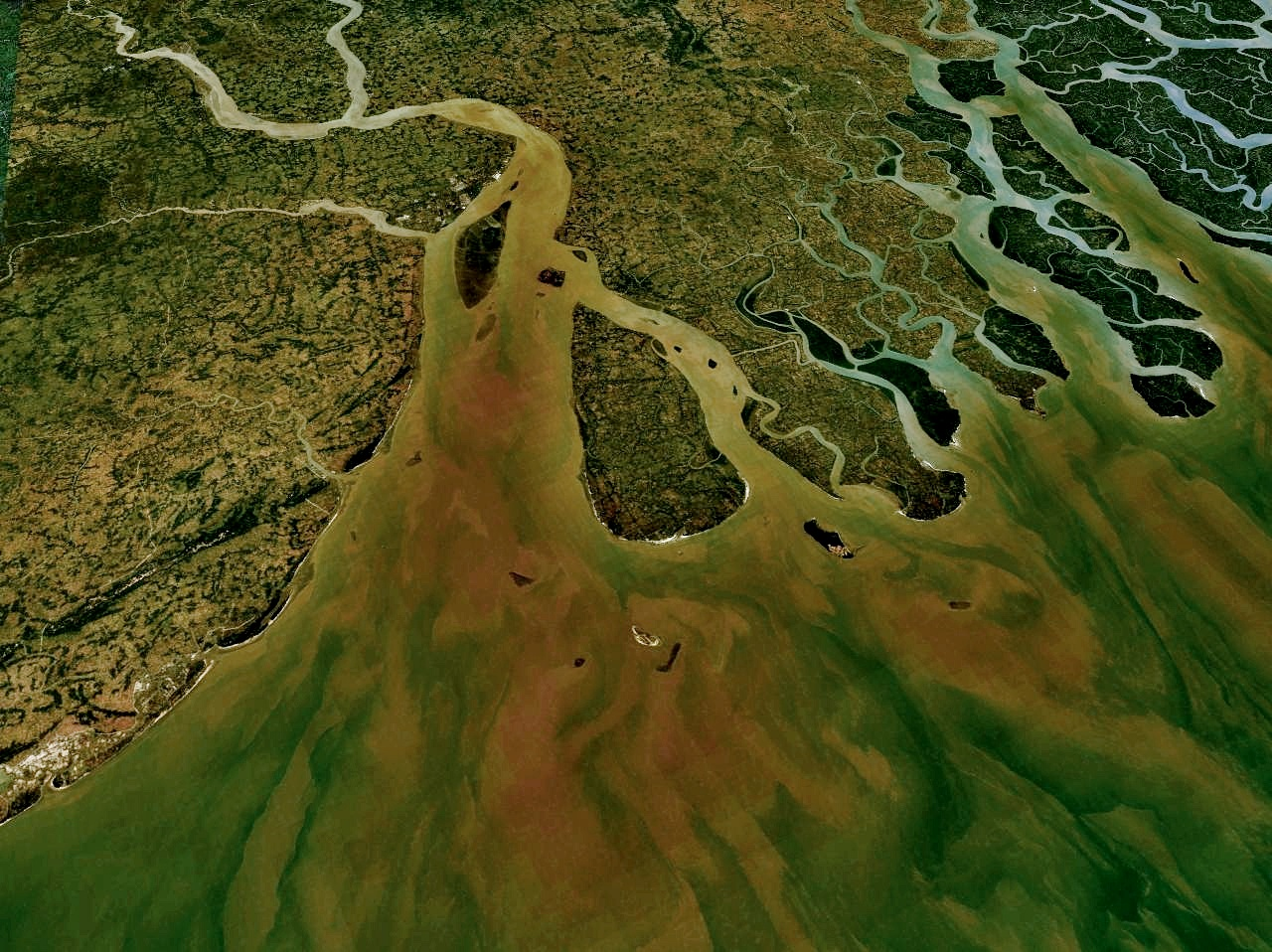
Delta fluviale (fiume Gange)
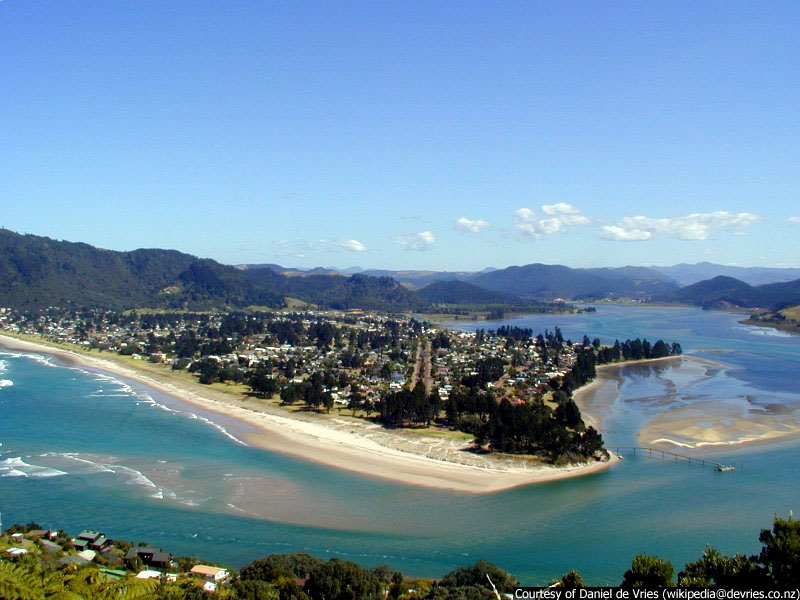
Estuario

### Marini
- Di piattaforma continentale o neritico (correnti litorali, correnti iperpicnali, correnti di tempesta), a sedimentazione prevalentemente detritica o terrigena
- Di piattaforma carbonatica e scogliera organogena (accumulo di spoglie organogene e/o costruzione attiva per opera di organismi viventi)
- Di mare profondo
  - pelagico (sedimentazione prevalente per decantazione; localmente precipitazione di sali metallici in condizioni idrotermali o correnti torbide non legate a margini continentali; rielaborazione dei sedimenti ad opera delle correnti oceaniche di fondo)
  - torbiditico (sedimentazione da correnti torbide legate a margini continentali; spesso i depositi sono rielaborati dalle correnti oceaniche di fondo)

### Chimici
- Evaporitico (deposizione di sali disciolti nelle acque per precipitazione, generalmente collegato ad ambienti marini con elevata evaporazione)
- Euxinico (accumulo di materia organica al fondo, solitamente di piccoli bacini, in condizioni subacquee povere di ossigeno o anossiche)

Occorre anche precisare che le caratteristiche dei processi sedimentari e dei sedimenti risultanti in ambienti sedimentari di tipo misto e marino variano notevolmente a seconda che il sedimento disponibile sia terrigeno o carbonatico. Quindi si distinguerà (ad esempio) un sistema deposizionale di piana di marea a sedimentazione terrigena (in ambiente temperato-freddo) da un sistema di piana di marea a sedimentazione carbonatica o mista (in ambiente tropicale, con sedimenti in tutto o in parte derivati dalla rielaborazione di resti di organismi a scheletro calcareo o di depositi evaporitici).
Gli ambienti sedimentari sono a loro volta suddivisibili in subambienti, che costituiscono porzioni spazialmente definite di un ambiente ove si ha una variazione significativa delle condizioni di sedimentazione e si identificano come corpi sedimentari caratterizzati per composizione, tessitura e per la presenza di strutture sedimentarie diagnostiche. A titolo di esempio, si vedano i subambienti (o sotto-ambienti) distinguibili in un ambiente di delta fluviale.